# Daniel (Dajković)
Daniel, imię świeckie: Tomo Dajković (ur. 19 października 1895 w Drušići, zm. 14 września 1993 w Cetyni) – czarnogórski duchowny prawosławny, metropolita Czarnogóry i Przymorza w latach 1961–1990.

## Życiorys
Absolwent szkoły teologiczno-nauczycielskiej w Cetyni oraz wydziału teologicznego Uniwersytetu Belgradzkiego. Walczył w wojnach bałkańskich oraz w I wojnie światowej w szeregach armii czarnogórskiej. W 1920 został wyświęcony na diakona, a następnie na kapłana. Przez dziesięć lat służył jako kapłan w różnych parafiach. Przed wyborem na metropolitę czarnogórskiego, co nastąpiło w 1961, był m.in. kierownikiem domu patriarszego w Belgradzie.
Chirotonię biskupią przyjął 24 czerwca 1961 z rąk patriarchy serbskiego Germana, metropolity zagrzebskiego Damaskina oraz biskupa banackiego Wissariona. Jego działalność w Czarnogórze była ograniczana przez władze socjalistycznej Czarnogóry. Udało mu się doprowadzić do remontu części świątyń prawosławnych na terenie republiki, jednak nie zdołał zapobiec zniszczeniu kaplicy grobowej Piotra II Petrowicia-Niegosza i zastąpieniu jej świeckim mauzoleum. Przeciwstawiał się utworzeniu w Czarnogórze autokefalicznego Kościoła prawosławnego, opowiadając się za zachowaniem łączności z Serbskim Kościołem Prawosławnym.
Metropolita Daniel odszedł w stan spoczynku na własną prośbę w 1990. Trzy lata później zmarł i został pochowany w monasterze Ostrog.